# Semiothisa morosaria
Semiothisa morosaria är en fjärilsart som beskrevs av Walker 1862. Semiothisa morosaria ingår i släktet Semiothisa och familjen mätare. Inga underarter finns listade i Catalogue of Life.